# Habib Bamogo
Habib Bamogo (Parigi, 8 maggio 1982) è un ex calciatore burkinabé, di ruolo attaccante.